# 어바인한국문화재단
어바인한국문화재단은 미국 어바인(Irvine)시 “한국문화센터” 건립 추진 사업을 주사업으로 하고 기타 한․미 상호간 번영과 관계 개선 및 교류확대를 위한 관련사업 에 대한 자료조사, 연구, 자문 및 문화교류에 필요한 제반 활동을 목적으로 2009년 11월 16일 설립된 문화체육관광부 소관의 재단법인이다. 사무실은 서울특별시 강남구 테헤란로63길 12, 447호 (삼성동, LG선릉에클라트B)에 있다.

## 주요 사업
- Irvine City "한국문화센터" 건립 추진 사업
- 한․미 관계 개선 및 교류확대 관련 사업
- 전시, 공연, 문화체험, 문화예술관련 출판 및 홍보사업 등의 문화교류사업
- 자료조사, 연구, 자료발간, 학술세미나 개최 등의 문화조사 연구사업
- 어바인 분재 박물관 건립 및 분재관련 조사 연구, 문화사업 등